# Architettura greca

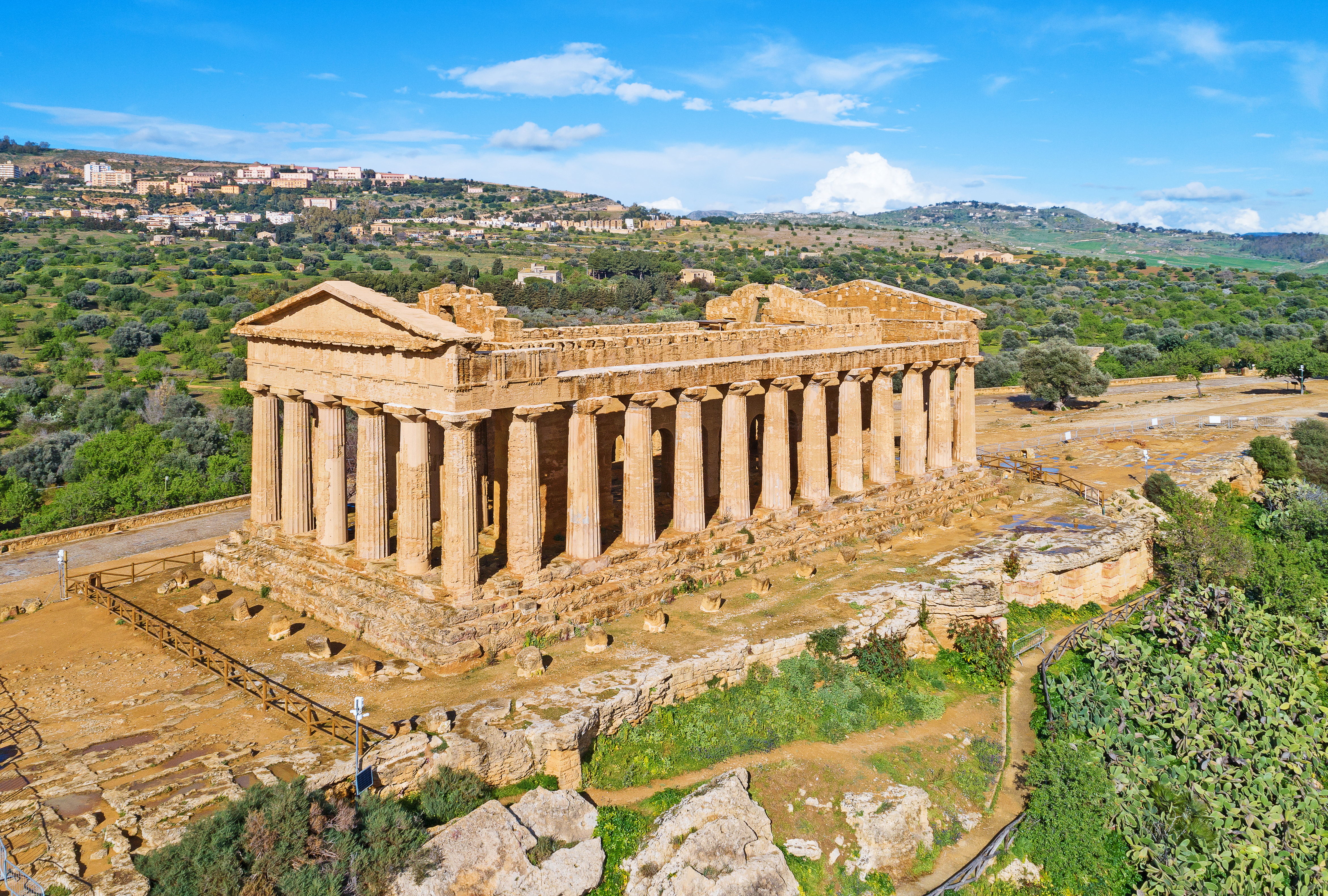
Tempio della Concordia, Agrigento

L'architettura greca riveste particolare importanza per tutta la storia dell'architettura occidentale. La codificazione che, in età arcaica, verrà sviluppata per l'architettura templare nei tre ordini dorico, ionico e corinzio diventerà con l'ellenismo il linguaggio universale del mondo mediterraneo.

## Ruolo sociale
L'architettura ebbe nella cultura greca una posizione di rilievo; la vita quotidiana dei cittadini era improntata ad una forte partecipazione sociale e si svolgeva negli spazi pubblici della città, alla cui definizione architettonica veniva dedicata molta cura. Gli edifici pubblici più importanti erano quelli destinati al culto e alla religione:  all'interno di recinti sacri (temene) con ingressi monumentali (propilei) si trovavano templi, altari, monumenti votivi. Gli altri edifici comprendevano portici (stoai), piazze (agorà), teatri, stadi, sale per spettacoli (odeon), palestre, dimensionati in modo grandioso per la grande frequentazione da parte dei cittadini.
Resti più o meno conservati di tali tipologie di edifici, che rappresentavano la base della civiltà greca, sono presenti anche in tutte le aree in cui i greci si espansero.

## Età arcaica
Il periodo arcaico vide la codificazione degli ordini classici, in particolare il dorico e lo ionico, mentre il corinzio, che può essere considerato una derivazione dello ionico, ebbe fortuna soprattutto presso i romani. Di questi due ordini, il dorico venne largamente utilizzato anche nelle colonie della Magna Grecia, mentre lo ionico, di carattere più orientale, soprattutto in Asia Minore.
L'origine degli ordini classici è controversa. Fra le ipotesi più accreditate, anche da fonti antiche, si suppone che gli elementi decorativi dell'ordine dorico fossero in origine elementi funzionali di una struttura di legno. Ad esempio i triglifi sembrano derivare dalla testata delle travature della copertura, mentre le metope non sarebbero altro che l'evoluzione dei tamponamenti fra una trave e l'altra. Ciò sarebbe confermato anche dalla posizione dei triglifi, posti in corrispondenza di ciascuna colonna e quindi razionali dal punto di vista strutturale; inoltre i triglifi sono vincolati ad occupare l'angolo dell'edificio, di conseguenza nasce il "conflitto angolare", che si presentava ogni qual volta le necessità di rispettare la posizione del triglifo sull'asse della colonna e contemporaneamente sull'angolo dell'edificio venivano in contrasto.
L'origine dell'ordine dorico dall'architettura in legno è anche confermata da fonti letterarie come Pausania, che descrive l'antico tempio di Hera a Olimpia con ancora presenti alcune colonne di legno, che venivano progressivamente sostituite da colonne in marmo man mano che si deterioravano.
Non bisogna trascurare anche l'influsso delle altre culture mediterranee. In particolare molti elementi che compongono l'architettura greca erano già presenti in quella egiziana. Solo che nell'architettura greca trovano però quella sintesi fra monumentalità e armonia e quella coerenza logica così caratteristica.

## Età classica
L'architettura dell'età classica ha il suo apice negli edifici che coronano l'Acropoli di Atene, espressioni degli ordini architettonici dorico e ionico.
Il Partenone è l'edificio maggiore per dimensioni ed importanza. Edificato in ordine dorico ma con proporzioni che si avvicinano allo ionico, ha rapporti dimensionali perfetti fra le diverse parti e il tutto. L'equilibrio e i rapporti modulari che ne costituiscono la geometria di base non sono applicati rigidamente, bensì con l'introduzione di correzioni ottiche nelle colonne (entasi) e nello stilobate per ovviare agli effetti della forte luce mediterranea ed evitare effetti di schiacciamento dovuti alle grandi dimensioni dell'edificio.
L'età classica sul finire del periodo si caratterizza anche per una razionalizzazione della struttura e disposizione della città, gettando così le basi dell'urbanistica.

## Età ellenistica
L'architettura ellenistica non è più l'arte della polis, ma diviene il linguaggio delle città e delle capitali delle monarchie di cultura greca e orientale. L'età ellenistica vede la diffusione dell'architettura greca anche al di fuori della Grecia e delle colonie, a seguito dell'unificazione politica e culturale di vaste aree del mondo antico, sotto l'impero di Alessandro Magno e dei regni ellenistici costituiti dai suoi successori.
Gli ordini architettonici vengono mantenuti e anche la struttura di base di alcuni edifici tradizionali, come i templi, ma a questi si aggiungono edifici più complessi e articolati, come biblioteche, magazzini, empori, portici urbani, residenze private ecc. Fra i complessi più significativi di questo periodo abbiamo l'acropoli di Pergamo, capitale dell'omonimo regno ellenistico, che comprende anche l'Altare di Pergamo (ora a Berlino) elevato per celebrare la vittoria dei Greci dell'Asia Minore sui Galati.